# Zohra Nora Kehli
Zohra Nora Kehli, née le 17 janvier 2001 à Paris, est une escrimeuse de nationalité franco-algérienne, pratiquant le sabre.

## Biographie

### Carrière sportive
Zohra Nora Kehli commence l'escrime à cinq ans au C.A de Montreuil. Elle passe ensuite au Cercle d'escrime de Vincennes où elle commence ses premières compétitions, coachée par Maître Guillaume Galvez. Elle est entrainée en 2020 par Maître Christian Bauer dans son académie après une période passée au Racing Club de Paris. Elle remporte la  16e édition du championnat de Méditerranée à Cagliari en février 2019 dans la catégorie junior en individuelle et par équipe, une première place historique pour l'Algérie,,,,,,. Elle est vice-championne juniore d'Afrique par équipe à Alger en février 2019.[réf. nécessaire]
Elle est médaillée de bronze par équipe lors des championnats d'Afrique seniors 2019 à Bamako. Au Ghana, en février 2020, elle est sacrée championne d'Afrique juniors dans les deux catégories (individuelle et par équipe).
Elle est titulaire d'un baccalauréat scientifique obtenu en 2019. Elle acquiert une licence d'histoire à la Sorbonne Université de Paris où elle poursuit en 2024 en Master Science Politique, gestion des collectivités territoriales.
En 2022, avec son université de la Sorbonne, elle est sacrée championne de France universitaire par équipe et 3e en individuelle.
À Casablanca aux Championnats d'Afrique 2022, elle décroche l'or en individuel, une première pour l'Algérie dans cette compétition au sabre dames. Elle remporte également l'or par équipe lors de cette même édition,.
À Alger en juillet 2023, elle est vice championne aux jeux panarabes et médaillée d'or par équipe.
Elle est médaillée d'argent en sabre par équipes et médaillée de bronze en sabre individuel aux Championnats d'Afrique 2023 au Caire.
Après une blessure aux Jeux olympiques d'été de 2024 à Paris, elle obtient une médaille de bronze (en individuelle) et une médaille d'argent (par équipe) aux championnats d'Afrique d'escrime 2025 à Lagos au Nigeria.

### Vie publique
Zohra Kehli a été élue conseillère municipale déléguée chargée de la petite enfance à Bagnolet le 28 juin 2020.